# Claudio Valenzuela (músico)
Claudio Andrés Valenzuela Ramírez (Santiago, 10 de junio de 1969) es un músico y artista chileno, siendo compositor, vocalista y guitarrista de la banda de rock Lucybell.

## Biografía
Estudió en el Liceo Maipú y obtuvo una licenciatura en Artes con mención en Sonido en la Facultad de Artes de la Universidad de Chile. Allí pasó por distintas bandas como "La Máquina", "La Redención" (junto a Patricio Moya en teclados y Eduardo Caces en bajo) y "Los Somnolientos", compartiendo trabajo en las dos primeras con el bajista y estudiante de Licenciatura en Música de su misma facultad Eduardo Caces Pérez. También participó por más de un año en el grupo de pop psicodélico "Desertores en una Tarde de Lluvia", más conocido como "Los Desertores", conformado por estudiantes de la Facultad de Artes de la Universidad de Chile, liderado por Cristian Palma Chamorro (guitarra, estudiante de Sonido) y la participación de Roy Alvarado Barría (bajo, estudiante de Música), Erick Millanao Toledo (teclados, estudiante de Sonido) y Roberto Gacitúa González (batería, estudiante de Sonido e hijo del laureado pianista chileno Óscar Gacitúa Weston). En Los Somnolientos compuso canciones para meditación. Posteriormente Claudio creó el grupo Lucybell, en 1991, junto con Francisco González y Gabriel Vigliensoni, ambos procedentes de otro grupo. Para completar la banda se integró Marcelo Muñoz. La alineación cambió a lo largo de los años, haciendo de él el único integrante original de la banda.
En 2009 sacó su primer disco solista, Gemini, grabado en Los Ángeles (California) con Adam Moseley, el productor de los discos de Lucybell Lumina y Comiendo Fuego. A fines del 2011 sacó su segundo disco en solitario, Simple.
Valenzuela vive en Los Ángeles con su esposa, Jennie Hunter. Tiene un hijo, Vicente (1993), y una hija, Amaya (2000).
Se caracteriza por su  voz de bajo, aunque con su falsete suele alcanzar tonos más altos.
En 2014 aparece su tercer álbum llamado Nocturnal, el cual es creado solo por él , como también lo fue Simple , es un disco muy interesante con temas importantes como Megasunshine y Ese trozo de ti. Sin duda un trabajo que lo consagra como uno de los músicos más importantes de Chile y con una carrera importante en países como Estados Unidos, México y Perú.

## Discografía

### Solista
- Gemini (2009)
- Simple (2012)
- Nocturnal (2014)
- Ego (2018)

### Lucybell
- Peces, 1995.
- Viajar, 1996.
- Lucybell, 1998.
- Amanece, 2000.
- "Sesión Futura", 2001.
- Lúmina, 2004.
- Comiendo Fuego, 2006.
- Primitivo, 2007.
- Fénix, 2010.
- "Poderoso", 2013.
- "Magnetico", 2017.
- "Mil Caminos", 2020.
- “De Este Amor No Sabrás Huir”, 2024